# Кемпас
Компассия малаккская, или Кемпас (лат. Koompassia malaccensis) — вид рода Компассия (Koompassia) семейства Бобовые (Fabaceae); твердолиственная порода крупных деревьев, достигающих от 45 до 60 метров в высоту, с диаметром ствола около 1 метра.
Произрастает на песчаниках, во влажных и даже болотистых лесах Индонезии, Малайзии и Таиланда, на высоте до 800 м над уровнем моря.

## Другие названия
Туаланг, менгрис, импас.

## Описание древесины
Удельный вес 810 кг/м³, твёрдость по Бринеллю 4,0 кгс/мм², тест твёрдости Янка1710. По твёрдости кемпас сопоставим с древесиной другого ценного вида Африканский падук (лат. Pterocarpus soyauxii)
У древесины четко различима светлая жёлтая или белая заболонь и ядро насыщенных коричнево-розовых оттенков. Со временем под действием внешних факторов древесина кемпаса темнеет, приобретая ещё более яркий окрас. В древесине могут содержаться твёрдые включения, затрудняющие её обработку и приводящие к повышенному износу инструментов.

### Применение
Применяется в строительстве, в изготовлении напольных покрытий, настила кровли и при изготовлении мебели или шпона.